# Élections législatives danoises de 1950
Les élections législatives danoises de 1950 ont eu lieu le 5 septembre 1950.

## Résultats

### Danemark métropolitain
| Inscrits                     | Inscrits                 | Inscrits                 | 2 515 194 |             |                       |                       |
| Abstentions                  | Abstentions              | Abstentions              | 455 250   | 18,1 %      |                       |                       |
| Votants                      | Votants                  | Votants                  | 2 059 944 | 81,9 %      |                       |                       |
|                              |                          |                          |           |             |                       |                       |
| Bulletins enregistrés        | Bulletins enregistrés    | Bulletins enregistrés    | 2 059 944 |             |                       |                       |
| Bulletins blancs ou nuls     | Bulletins blancs ou nuls | Bulletins blancs ou nuls | 5 614     | 0,27 %      |                       |                       |
| Suffrages exprimés           | Suffrages exprimés       | Suffrages exprimés       | 2 054 330 | 99,73 %     | 149 sièges à pourvoir | 149 sièges à pourvoir |
|                              |                          |                          |           |             |                       |                       |
| Liste                        | Tête de liste            |                          | Suffrages | Pourcentage | Sièges acquis         | Var.                  |
| Social-démocratie            | Hans Hedtoft             |                          | 813 224   | 39,59 %     | 59 / 149              | +2                    |
| Venstre                      | Erik Eriksen             |                          | 438 188   | 21,33 %     | 32 / 149              | -14                   |
| Parti populaire conservateur | Ole Bjørn Kraft          |                          | 365 236   | 17,78 %     | 27 / 149              | +10                   |
| Parti de la justice          | Oluf Pedersen            |                          | 168 784   | 8,22 %      | 12 / 149              | +6                    |
| Parti social-libéral danois  | Jørgen Jørgensen         |                          | 167 969   | 8,18 %      | 12 / 149              | +2                    |
| Parti communiste du Danemark | Aksel Larsen             |                          | 94 523    | 4,6 %       | 7 / 149               | -2                    |
| Parti du Schleswig           | Néant                    |                          | 6 406     | 0,31 %      | 0 / 149               | =                     |

### Féroé
| Inscrits                    | Inscrits                 | Inscrits                 | 16 568    |             |                     |                     |
| Abstentions                 | Abstentions              | Abstentions              | 12 923    | 78 %        |                     |                     |
| Votants                     | Votants                  | Votants                  | 3 645     | 22 %        |                     |                     |
|                             |                          |                          |           |             |                     |                     |
| Bulletins enregistrés       | Bulletins enregistrés    | Bulletins enregistrés    | 3 645     |             |                     |                     |
| Bulletins blancs ou nuls    | Bulletins blancs ou nuls | Bulletins blancs ou nuls | 30        | 0,82 %      |                     |                     |
| Suffrages exprimés          | Suffrages exprimés       | Suffrages exprimés       | 3 615     | 99,18 %     | 2 sièges à pourvoir | 2 sièges à pourvoir |
|                             |                          |                          |           |             |                     |                     |
| Liste                       | Tête de liste            |                          | Suffrages | Pourcentage | Sièges acquis       | Var.                |
| Parti de l'union            | Johan Poulsen            |                          | 1 686     | 46,64 %     | 1 / 2               | +1                  |
| Parti social-démocrate      | Peter Mohr Dam           |                          | 1 394     | 38,56 %     | 1 / 2               | +1                  |
| Parti de l'autogouvernement | Néant                    |                          | 535       | 14,8 %      | 0 / 2               | =                   |

- (en) Cet article est partiellement ou en totalité issu de l’article de Wikipédia en anglais intitulé « Danish Folketing election, 1950 » (voir la liste des auteurs).